# Komarovieae
Tribu
Classification APG III (2009)
Les Komarovieae sont une tribu de plantes à fleurs de la sous-famille des Apioideae dans la famille des Apiaceae.

## Liste des genres
Selon NCBI :
- Calyptrosciadium Rech. F. & Kuber
- Changium H. Wolff
- Chuanminshen M. L. Sheh & R. H. Shan
- Cyclorhiza M. L. Sheh & R. H. Shan
- Komarovia Korovin
- Parasilaus Leute
- Sphaerosciadium Pimenov & Kljuykov